# فروستشويلير
فروستشويلير (بالفرنسية: Frœschwiller)‏ هي بلدية تقع في إقليم الراين الأسفل من منطقة ألزاس في شمال شرق فرنسا. تبلغ مساحة هذه المدينة 5.75 (كم²)، يبلغ عدد سكانها 531 نسمة حسب إحصاء المعهد الوطني للإحصاء والدراسات الاقتصادية سنة 2009 م. وترأس Jean Muller البلدية خلال فترة (2008 - 2014).

## تاريخ
خلال ال22 من شهر ديسمبر، هزم جنود النظام الجمهوري تحت إمرة لازوري هوشي جنود ملكية هابسبورغ تحت إمرة دوغبورد سيغموند في معركة فروستشويلير عام 1793.

## وصلات خارجية
- صفحة البلدية على موقع المعهد الوطني للإحصاء والدراسات الاقتصادية (بالفرنسية)